# Sanchez Peak
Sanchez Peak är en bergstopp i Antarktis. Den ligger i Västantarktis. Chile gör anspråk på området. Toppen på Sanchez Peak är 2 814 meter över havet, eller 224 meter över den omgivande terrängen. Bredden vid basen är 1,2 km.
Terrängen runt Sanchez Peak är mycket bergig. Trakten är obefolkad. Det finns inga samhällen i närheten. 